# Miroslav Melena
Miroslav Melena (12. března 1937, Louny – 9. srpna 2008, Praha) byl český scénograf a divadelní architekt.

## Život
Vystudoval katedru scénického výtvarnictví (1963) u profesora Františka Tröstera na Akademii múzických umění v Praze. Později sám působil sám jako pedagog na brněnské JAMU. Jako scénograf začínal v Divadle P. Bezruče v Ostravě. Přes čtyřicet let byl spolupracovníkem Studia Ypsilon jako scénograf. Zde vytvořil přes sedmdesát scénických výprav, mimo jiné inscenace: Picasso a jeho Touha chycená za ocas, Michelangelo Buonarroti, Makbeth, Krokodýl, Matěj Poctivý, Amerika, Bůh, Mozart v Praze, Prodaná nevěsta, Vše pro firmu, Oprátka, Tři mušketýři, Praha Stověžatá, Rusalka a Vinobraní.
Vymyslel také scénografii k muzikálu West Side Story a k inscenaci Řek Zorba v Městském divadle v Brně.
Kromě scénografie, se od počátku 80. let zaměřoval také na problematiku divadelního prostoru a na projekce a realizace konstrukcí membránových střech. Mezi jeho práce patří ideový projekt společenského sálu Paláce kultury v Praze, realizace zastřešení amfiteátru Bažantice pro Děčínskou Kotvu nebo letního divadla v Liberci. Pro Městské divadlo Brno vytvořil plány na rekonstrukci Činoherní scény, která proběhla roku 1995.